# Downrange – Die Zielscheibe bist du!
Downrange – Die Zielscheibe bist du! ist ein US-amerikanischer Thriller aus dem Jahr 2017.

## Handlung
Todd und seine Freundin Sara sind an einem heißen Sommertag mit Jodi, Keren, Eric und Jeff auf einer einsamen Landstraße unterwegs, als sie durch einen Reifenschaden an ihrem SUV aufgehalten werden. Während des Reifenwechsels bemerkt Jeff, dass der Reifen von einem Projektil getroffen wurde. In dem Moment wird er von einem versteckten Sniper durch einen Kopfschuss getötet. Als Sara seine Leiche sieht, wird sie durchs Auge erschossen. Jodi, Keren und Todd verstecken sich auf der anderen Seite des Autos, während Eric, der gerade pinkeln gegangen war, ein paar Meter entfernt hinter einem Baumstumpf Schutz sucht.
Die Gruppe diskutiert das weitere Vorgehen, wobei Keren durch Verwandte in der Armee Wissen über Waffen hat. Da Sara während des Reifenwechsels ein Stück hinter dem Kofferraum Handy-Empfang hatte, versucht das Trio einen Notruf. Doch der Sniper schießt das Handy am Selfie-Stick kaputt. Dann hängt Keren ihren Hoodie auf den Selfie-Stick, um den Schützen abzulenken, während Todd, der schon eine Kugel in der Schulter hat, vergeblich versucht, das Automatikgetriebe auf neutral zu stellen und das Auto ins Rollen zu bringen. Eric identifiziert währenddessen mit einem Video auf seinem Handy den Baum, in dem sich der Sniper versteckt.
Todd bindet sich den Deckel des Werkzeugkastens mit Panzerband an den Abend und schafft es mit diesem Schutz, die Automatikschaltung des Autos zu betätigen. Allerdings bewegt sich der SUV in die falsche Richtung, bis der Sniper einen weiteren Reifen trifft. Eric nutzt diese Situation, um zu den Bäumen zu laufen, wird dabei aber vom Schützen ins Bein getroffen und fällt hin. Keren behandelt Todds Wunde am Arm mit einem erhitzten Hammer. Nachdem sich das Trio eine Flasche Wasser geteilt hat, werfen sie die Flasche mit dem restlichen Wasser zu Eric. Dieser bekommt jedoch einen Schuss durch die Hand und stirbt anschließend an seinem Blutverlust.
Jodi singt Happy Birthday für ihre Schwester, die sie eigentlich zum Geburtstag besuchen wollte. Daraufhin offenbart Todd, dass er den SUV nicht für seine Band gekauft habe, sondern weil Sara schwanger war. Es wurde allerdings eine Totgeburt. Verzweifelt geht Todd zu Saras Leiche. Obwohl er offen im Schussfeld steht, schießt der Sniper zunächst nicht auf ihn. Er tötet ihn erst, als Todd eine Familie zu warnen versucht, die sich mit ihrem Auto nähert. Der Sniper schießt auch auf die Mutter am Steuer des Autos, die die Kontrolle verliert. Das Auto landet auf dem Dach und die Tochter wird vom Rücksitz hinausgeschleudert. Der Schütze schießt auf die Mutter. Jodi und Keren schreien den Vater an, der einen Notruf absetzt. Doch dann bringt der Sniper mit einem weiteren Schuss auf das auslaufende Benzin das Auto zum Explodieren, wodurch die Eltern sterben. Dann bringt der Sniper auch das Mädchen um.
Nach Einbruch der Dunkelheit setzen Jodi und Keren ihren SUV ihren Brand, um sich hinter dem Rauch zu verstecken. Doch dann kommt die Polizei angefahren. Der Sniper erschießt den Sheriff am Steuer und einen weiteren Polizisten, wodurch das Fahrzeug vorübergehend außer Kontrolle gerät. Keren läuft davon, aber der Schütze tötet sie mit einem Kopfschuss. Jodi läuft zum Polizeiauto, als der Sniper die restlichen beiden Polizisten tötet. Daraufhin steigt Jodi ins Polizeiauto ein und fährt damit gegen den Baum, indem sich der Sniper versteckt hielt. Als dieser vom Baum fällt, verliert er sein Gewehr. Jodi schießt damit mehrmals auf ihn. Als ein Schuss klemmt, schlägt sie mit dem Gewehr auf den Mörder ein, bis dieser stirbt. Dann erkennt sie Einkerbungen auf dem Griff des Gewehrs, die für die Opfer des Snipers stehen. In einem letzten Wutanfall, schlägt sie nochmal mit dem Gewehr auf ihn ein. Dabei löst sich der Schuss, der Jodi in den Hals trifft und tötet.

## Rezeption
Der Rezensent von Filmstarts kommt zu einem weitestgehend positiven Eindruck: „Das überlegte Handeln der Figuren verleiht dem altbekannten Szenario nicht nur eine neue Plausibilität, sondern es sorgt auch für stetig anhaltende Spannung.“ Der Thriller überzeuge „durch erzählerische wie handwerkliche Effizienz. Nur mit seiner Vorliebe für derb-blutige Gore-Einlagen, die nicht so recht in den Film passen, steht sich Regisseur Ryûhei Kitamura manchmal selbst im Weg.“ Etwas kritischer ist die Rezension bei Thrill&Kill: „Durch [den] schnellen Einstieg nimmt der Film rasch Tempo auf, leider auf Kosten von jeglicher Tiefe der Charaktere. [...] Dadurch dass Kitamura die gesamte Handlung am selben Ort stattfinden lässt, hat er jedoch auch einen anderen Ansatz gefunden. [...] Einerseits ist das ein interessanter Ansatz, andererseits kommen dadurch aber auch einige Längen in den Film.“ Laut film-rezensionen.de ist es ein „effektiver kleiner Thriller. Die Situation ist simpel, zwangsweise wenig abwechslungsreich, aber doch spannend genug. [...] Pluspunkte gibt es für die ausnahmsweise clever agierenden Jugendlichen, auch wenn ihre Charakterisierung wie der Inhalt allgemein sehr minimalistisch ausfällt.“ Sehr enttäuscht zeigt sich hingegen der Rezensent bei Filmchecker: „Intellektueller Total-Reinfall! Dafür aber professioneller Splatter im Überfluss. Den bekommt man im Falle von Downrange ziemlich oft vor die Linse und das auch noch in technisch tadelloser Umsetzung. Brutalität steht hier vor Plausibilität, denn bis auf den Filmbösewicht handelt nahezu jede Figur dieses deftigen Splatterstreifens dämlich und unüberlegt.“